# MIKE2.0
MIKE2.0 (Method for an Integrated Knowledge Environment) je odprtokodna metodologija za upravljanje z informacijami (Enterprise Information Management), ki predstavlja ogrodje za informacijski razvoj. Metodologija predstavlja del splošnega ogrodja odprtokodnih metodologij (Open Methodlology Framework), ki predstavlja skupno okolje za razvoj metod za reševanje kompleksnih problemov podjetij, tehnologij in družbe.
Metodologijo se lahko uporablja v skladu z licenco Creative Commons Attribution License.